# Vesela Dolîna (Moskovske), Lîpova Dolîna
Vesela Dolîna (în ucraineană Весела Долина) este un sat în comuna Moskovske din raionul Lîpova Dolîna, regiunea Sumî, Ucraina.

## Demografie
Componența lingvistică a localității Vesela Dolîna
     Ucraineană (98,6%)
     Rusă (1,4%)
Conform recensământului din 2001, majoritatea populației localității Vesela Dolîna era vorbitoare de ucraineană (98,6%), existând în minoritate și vorbitori de rusă (1,4%).